# Collection d'écologie
La collection d'écologie des éditions Masson, lancée à la fin des années 1970, est l'une des plus importantes sommes de connaissance en écologie scientifique en langue française.

## Volumes
- Volume 6 (1974) : Dynamique des populations (Roger Dajoz).
- Volume  (1979, 1996) : Introduction à la théorie écologique (Jorge Vieira da Silva).  (ISBN 2225634920);  (ISBN 9782225634925).
- Volume  (1979) : Les modèles mathématiques en écologie (Jacques Daget).  (ISBN 9782225440557).
- Volume  (1977, 1997) : Paléoécologie (Jacques Roger).  (ISBN 9782225468827).
- Volume  (1982, 1997) : Écologie du plancton des eaux continentales (Roger Pourriot, Jacques Capblancq et Pierre Champ).  (ISBN 2225758123);  (ISBN 978-2225758126).
- Volume  (1974) : Écologie du plancton marin - le phytoplancton (Paul Bougis).  (ISBN 222539413X);  (ISBN 978-2225394133).
- Volume  (1997) : Limnologie générale (Roger Pourriot).  (ISBN 2225846871);  (ISBN 978-2225846878).
- Volume  (1979, 2007) : Précis d'écotoxicologie (François Ramade).  (ISBN 2225825785);  (ISBN 978-2225825781).
- Volume 12 (1979, 1984, 1999) : Écologie numérique. Tome 1 - Le traitement multiple des données écologiques (Louis Legendre et Pierre Legendre).
- Volume 13 (1979, 1984, 1999) : Écologie numérique. Tome 2 - La structure des données écologiques (Louis Legendre et Pierre Legendre).
  - Les volumes 12 et 13, épuisés en 2006, ont été ensuite réédités en anglais par les éditions Elsevier Science, sous la référence : Numerical Ecology (1998, 2003).  (ISBN 0-444-89249-4),  (ISBN 0-444-89250-8).
- Volume 14 (1979) : Introduction à la théorie écologique (Jorge Vieira da Silva).
- Volume 17 (1983) : Stratégie d'échantillonnage en écologie (Serge Frontier).
- Volume 19 (1986) : Écosystèmes pélagiques marins (Guy Jacques et Paul Tréguer).
- Volume 20 (1986, 1998) : Biogéographie évolutive (Jacques Blondel).  (ISBN 2225808015);  (ISBN 978-2225808012).
- Volume 21 (1990, 1993) : Écosystèmes : structure, fonctionnement, évolution (Serge Frontier et Denise Pichod-Viale).  (ISBN 2-225-84234-5).
- Volume 27 (1995) : Biogéographie. Approche écologique et évolutive (Jacques Blondel).